# Ян Чайковський (адвокат)

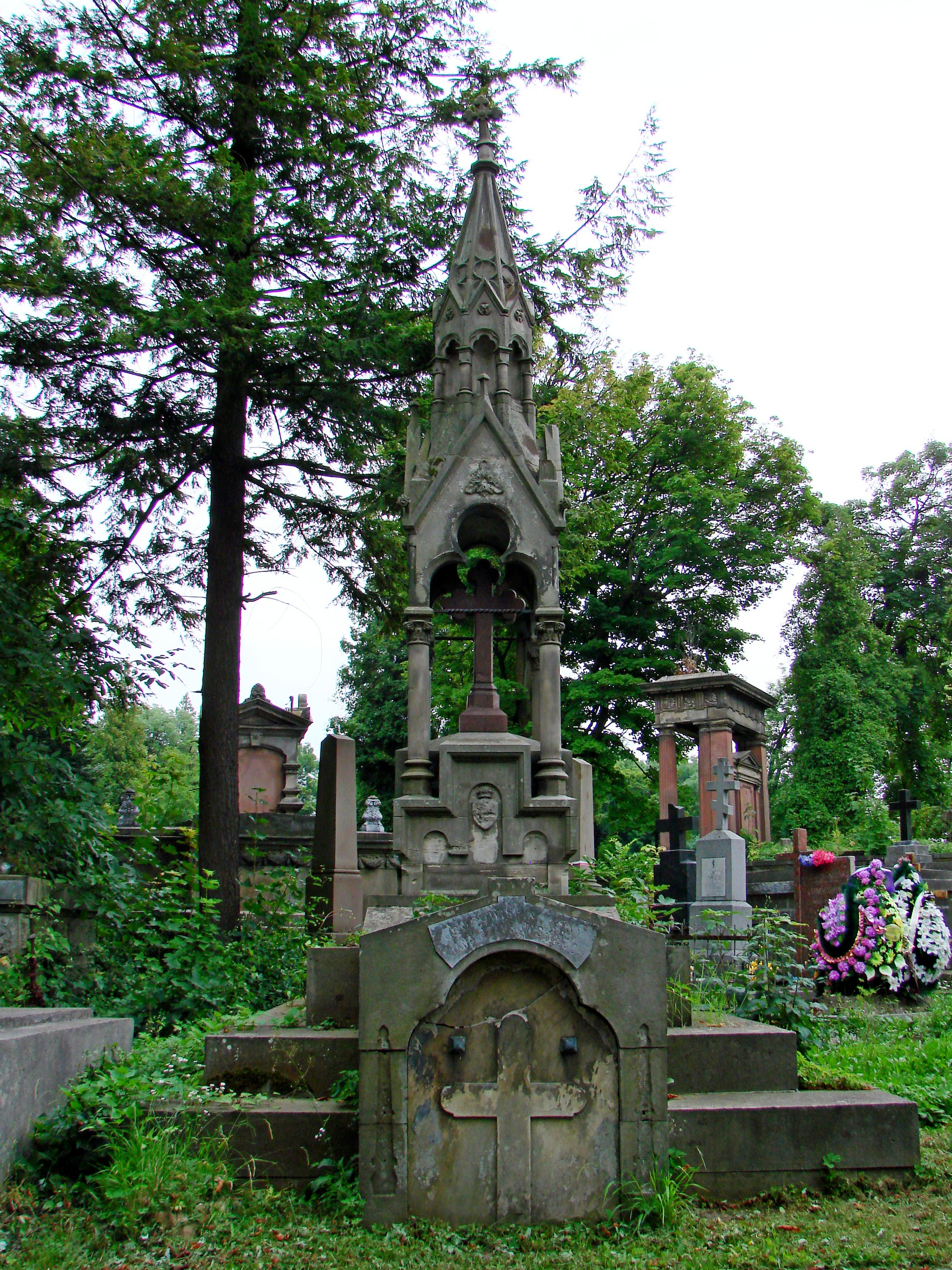

Ян Евзебіуш Чайковський (пол. Jan Euzebiusz Czajkowski; 1811–1897) — львівський адвокат, президент Палати адвокатів, президент Галицького музичного товариства, власник маєтку в селі Кам'янка-Волоська.

## Життєпис
Родині Чайковських належали маєтки в П'ятничанах, Свіржі, Жураві, Бібрці, Мнішках, Лаврикові, Гарайці, Ізбиську. 29 червня 1840 року придбав у Франциска Воронецького за 190000 злотих Кам'янку Волоську.
Після скасування панщини у 1848 році ще в 1870-х роках вимагав у суді винагороди як компенсацію за завдані збитки.
За часів Яна Чайковського, окрім того, в 1854 р. в селі було проведено адміністративну реформу, за якою Кам'янку Волоську поділено на власне Кам'янку Волоську і Кам'янку Лісову; у 1867 р. побудовано нову церкву; у 1886 р. відкрито нову школу, у 1887 р. — почали курсувати потяги через село.
1897 року Ян помер і згодом новим власником маєтку Кам'янка-Волоська став його син Роман Чайковський.
Похований у родинному гробівці на 71 полі Личаківського цвинтаря.